# Вознесенский сельсовет (Новосибирская область)
Вознесенский сельсовет — сельское поселение в Венгеровском районе Новосибирской области Российской Федерации.
Административный центр — село Вознесенка.

## История
Статус и границы сельского поселения установлены Законом Новосибирской области от 2 июня 2004 года № 200-ОЗ «О статусе и границах муниципальных образований Новосибирской области»

## Население
| 2002  | 2010  | 2012  | 2013  | 2014  | 2015  | 2016  |
| ----- | ----- | ----- | ----- | ----- | ----- | ----- |
| 1539  | ↘1412 | ↘1377 | ↘1345 | ↘1338 | ↘1306 | ↘1275 |
| 2017  | 2018  | 2019  | 2020  | 2021  |       |       |
| ↘1261 | ↘1248 | ↘1242 | ↘1213 | ↘1179 |       |       |

## Состав сельского поселения
| № | Населённый пункт | Тип населённого пункта       | Население |
| - | ---------------- | ---------------------------- | --------- |
| 1 | Ахтырка          | деревня                      | ↘64       |
| 2 | Вознесенка       | село, административный центр | ↘902      |
| 3 | Малинино         | деревня                      | ↘140      |
| 4 | Селикла          | деревня                      | ↘306      |